# Josef Hesselbach
Josef Hesselbach (* 4. Dezember 1931 in Unsleben; † 19. April 2025) war ein Agrarökonom insbesondere der landwirtschaftlichen Arbeitswissenschaft, er war Hochschullehrer für Betriebswirtschaft an den Universitäten Hohenheim und Mainz.

## Leben und Wirken
Hesselbach studierte nach seiner Reifeprüfung in Münnerstadt und einer landwirtschaftlichen Lehre von 1952 bis 1956 Agrarwissenschaft an der TU München im Wissenschaftszentrum Weihenstephan mit abschließender Diplomprüfung.
1956 bis 1957 setzte er das Landwirtschaftsstudium an der Königlichen Veterinär- und Landwirtschaftshochschule in Kopenhagen fort.
Von 1957 bis 1964 war er wissenschaftlicher Assistent von Gerhardt Preuschen am Max-Planck-Institut für Landarbeit und Landtechnik in Bad Kreuznach mit einem halbjährigen Studienaufenthalt, Purdue University in Indiana, (USA).
Nach seiner 1958 Promotion an der TU München wurde er wissenschaftlicher Mitarbeiter am Institut für angewandte landwirtschaftliche Betriebslehre der Universität Hohenheim. Mit seiner Habilitation erhielt er die Venia legendi für Landwirtschaftliche Betriebslehre in Hohenheim (1968).
Nach einer Gastprofessur an der Purdue University in Indiana 1970 bis 1978 wurde er Professor für Landwirtschaftliche Betriebslehre an der Universität  Mainz (1979 bis 1995). Gleichzeitig war er Arbeitsgruppenleiter am Max-Planck-Institut für Landarbeit und Landtechnik in Bad Kreuznach und ab 1976 im Max-Planck-Institut für Züchtungsforschung in Köln. Seine Hauptforschungsgebiete waren Betriebsplanungsmethoden, Unternehmensführung und Pflanzenzüchtungsprojekte, 1995 trat Josef Hesselbach in den Ruhestand. In seinem Ruhestand machte er sich um die Erforschung der Ortsgeschichte von Unsleben verdient, unter anderem durch Veröffentlichungen im Heimat-Jahrbuch des Landkreises Rhön-Grabfeld. Über 70 Jahre wirkte er außerdem als Imker.
Hesselbach ist 2025 im Alter von 93 Jahren gestorben. Zuletzt lebte er in Mittelstreu.

## Mitgliedschaften
- Studiengesellschaft für landwirtschaftliche Arbeitswissenschaft
- Gesellschaft für Wirtschafts- und Sozialwissenschaften des Landbaus
- Gesellschaft für Pflanzenbauwissenschaften
- Gesellschaft für Pflanzenzüchtung
- American Agricultural Economic Association

## Werke (Auswahl)
- Arbeitstechnik und Arbeitsverfahren der Milchgewinnung im landwirtschaftlichen Betrieb, Hamburg und Berlin 1963
- Betriebliche Entscheidungen mittels Simulation, Hamburg und Berlin 1967
- Zur Ermittlung arbeitswirtschaftlicher Daten hochmechanischer Arbeitsverfahren, Frankfurt 1968
- Chronik der Familie Hesselbach in Unsleben, Eigenverlag J. Hesselbach, Bad Kreuznach, 2006